# Четта Шевальє
Генрієтта Четта Шевальє (англ. Henrietta Scerri; 2 квітня 1901 — 9 липня 1973) — мальтійська жінка британського громадянства, яка проживала в Римі, була зв'язковою в мережі «Римська лінія втечі», яка діяла у Ватикані під час Другої світової війни.

## Біографія
Четта Шевальє народилась у родині Еммануеля Скеррі та його дружини Марії у Слімі, Мальта. Вона вийшла заміж за Томаса Шевальє 15 травня 1920 року. Пара жила в Римі, чоловік працював агентом британської туристичної компанії. У родині було кілька дітей. Після смерті чоловіка та ув'язнення одного з її синів у 1939 році британська вдова опинилася у фашистській державі Муссоліні. Була завербована в організацію О'Флаерті. Жінка дала дозвіл на використання своєї квартири як сховища та притулку для людей, які тікали від фашизму. Її квартира на третьому поверсі на Віа Імперія використовувалася як склад для припасів і для розміщення втікачів, які тікали від фашистських режимів Європи. Сім'я продовжували таємну діяльність під постійним ризиком смерті, доки їх не евакуювали на ферму на околиці міста, де вони переховувалися до кінця війни.
У 1945 році Шевальє була нагороджена медаллю Британської імперії (BEM) за її надзвичайні зусилля з надання притулку нужденним. Її зусиллями були врятовані 4000 людей під час війни.
Шевальє померла у Мальті 9 липня 1973 року і похована на кладовищі Санта-Марія-Аддолората. Меморіальний сад був висаджений на її честь у Мальтійському музеї авіації та відкритий 24 листопада 2012 року.